# Połykanie mieczy

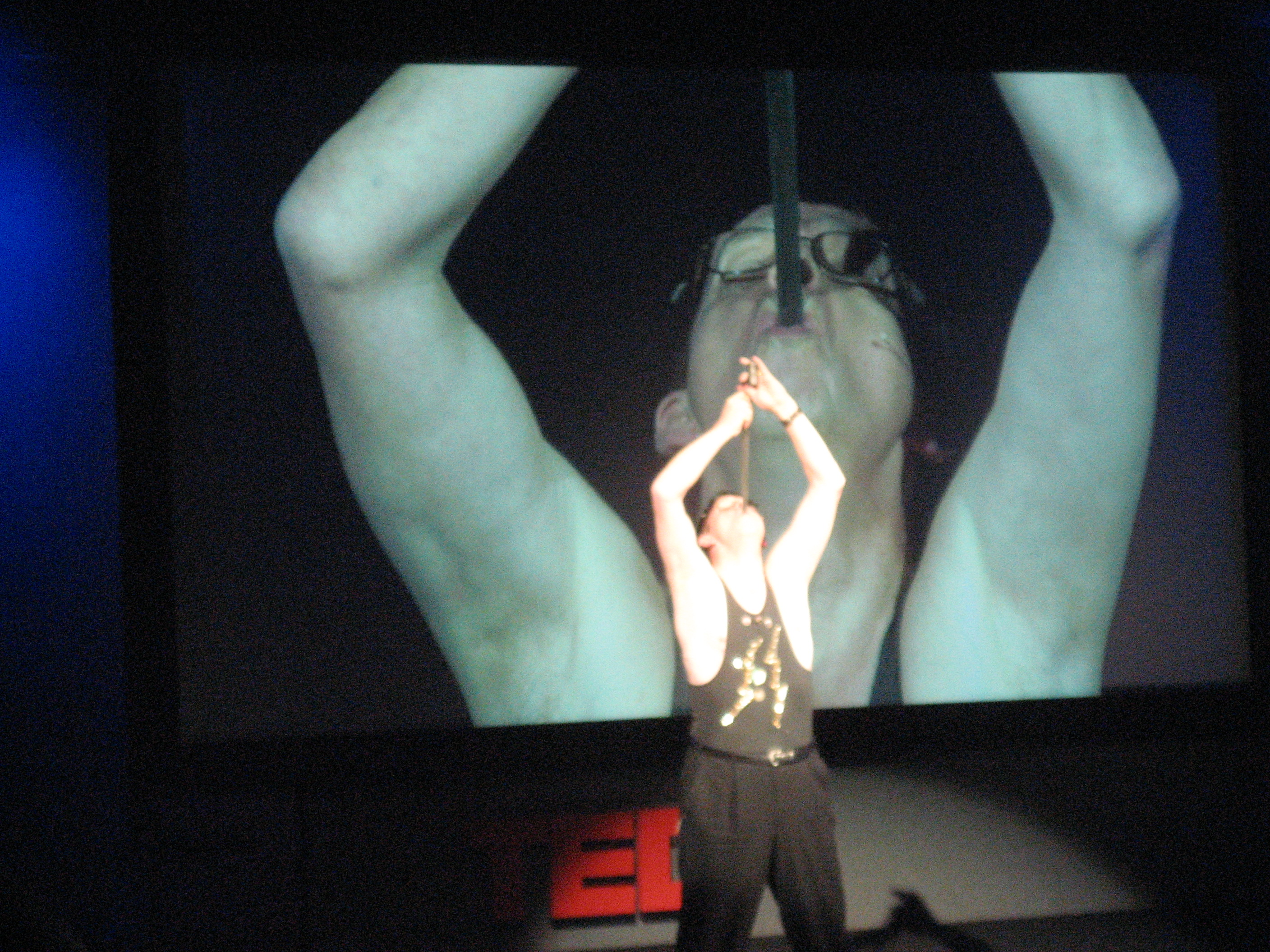
Hans Rosling połyka bagnet w czasie prelekcji konferencji TED

Połykanie mieczy – starożytny performance, w czasie którego artysta wprowadza miecz przez usta do przełyku i dalej w głąb brzucha. Nie jest to połykanie w tradycyjnym znaczeniu; naturalne procesy składające się na połykanie są tłumione, aby móc wprowadzić miecz. Po kilku sekundach sztukmistrz wyjmuje ostrożnie miecz na zewnątrz.
Sword Swallowers Association International (SSAI)  jest organizacją zrzeszającą połykaczy mieczy.

## Technika

### Nauka
Połykanie mieczy wymaga wypracowania odpowiednich umiejętności psychicznych i fizycznych. Pierwszą przeszkodą jest odruch wymiotny, który przezwyciężany jest poprzez przyzwyczajanie gardła do dotyku. Według badania Briana Whitcombe'a (radiolog) i Dana Meyera (Chief Executive Director SSAI) z 2006 jest to osiągane poprzez ćwiczenia z wkładaniem palców i innych obiektów do przełyku, takich jak łyżki, drutów dziewiarskich i plastikowych rurek zanim dojdzie się do metalowych wieszaków. Performerzy przygotowują się zarówno psychicznie jak i fizycznie, hartując się przed nieprzyjemnymi odczuciami, odprężając ciało i umysł oraz koncentrując się na właściwej technice. Według swordswallow.com, strony prowadzonej przez SSAI, podstawowa nauka trwa około 3 do 7 lat i dodatkowe 5 do osiągnięcia poziomu zaawansowanego. Większość połykaczy mieczy biorących udział w badaniu Whitcombe'a i Meyera była samoukami.

### Anatomia i metoda

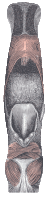
Gardło

Performer musi odchylić głowę jak najbardziej do tyłu i zrelaksować górny zwieracz przełyku. Musi kontrolować również odruchy wymiotne gdy miecz, nasmarowany śliną, przechodzi przez usta i gardło. Elastyczny przełyk i żołądek są prostowane w czasie, gdy przechodzi przez nie miecz, wspomagany przez grawitację. Niektórzy połykacze jedzą duży posiłek lub piją wodę przed występem, aby żołądek miał bardziej pionową orientację, co pozwala na łatwiejsze przejście miecza. Cały proces wymaga dużego skupienia, ponieważ miecz mija o milimetry narządy takie jak aorta, serce i płuca.

### Dodatkowe ryzyko
Niektórzy zaawansowani połykacze mieczy praktykują opad - manewr, w którym miecz może spaść w sposób nagły, a jego ruch jest kontrolowany tylko przez mięśnie gardła. Odbywały się również występy na monocyklu, leżąc na łożu fakira, czy pozwalając wyjąć miecz osobie z publiczności. Jeden z współczesnych performerów, Dai Andrews, stosuje m.in. takie dodatkowe czynniki ryzyka:
- połykanie miecza o zakrzywieniu 90 stopni pomiędzy szpicem a rękojeścią
- połykanie 24-calowych mieczy o kształcie podobnym do krisa
- połykanie 15 mieczy jednocześnie
- ogrzewanie miecza palnikiem, tuż przed połknięciem[5].

## Efekty uboczne i urazy

### Udokumentowane przypadki medyczne
- 59-letni mężczyzna doświadczył bólu w klatce piersiowej i poważnych trudności w połykaniu po ćwiczeniu połykania mieczy. Wykryto perforację przełyku, którą zoperowano. Pacjent powrócił do zdrowia i zaprzestał połykania mieczy[6].
- 27-letnia kobieta uskarżała się na ból karku i pojedynczy przypadek wymiotowania krwią po nakłuciu gardła w czasie ćwiczeń z wykorzystaniem ostrego sztyletu. Uszkodzenie wykryto poniżej zwieracza przełyku, pacjentkę przyjęto na oddział intensywnej terapii i podano dożylnie antybiotyki i inhibitory pompy protonowej. Pacjentka powróciła do zdrowia i zaprzestała połykania mieczy[7].

## Wkład w naukę
Umiejętności połykaczy mieczy zostały wykorzystane w poszerzaniu wiedzy medycznej, szczególnie w rozwoju endoskopii. W 1868 Adolf Kussmaul z Fryburga w Niemczech wykonał pierwszą panendoskopię na połykaczu mieczy, wykorzystując do tego sztywną rurkę długości 47 cm, lustra i lampę benzynową. "Urządzenie" to (wczesny endoskop) pozwoliło mu zbadać przełyk i dno żołądka. Stevens, szkocki lekarz, wykonywał eksperymenty trawienne przy współpracy asystenta połykającego miecze; asystent ten połykał małe metalowe rurki z otworami wypełnione mięsem, które po określonym czasie zwracał; pozwalało to Stevensowi zbadać stopień przetrawienia jaki nastąpił w tym czasie. W 1906 Cremer wykonał pierwszą elektrokardiografię na profesjonalnym połykaczu mieczy w Walii poprzez wprowadzenie elektrody w dół przełyku. Skuteczność tej metody została wykazana w wielu badaniach; pomiar przełykowy w pobliżu serca poprawia wykrywanie sygnału.

## Nadzwyczajne wyczyny

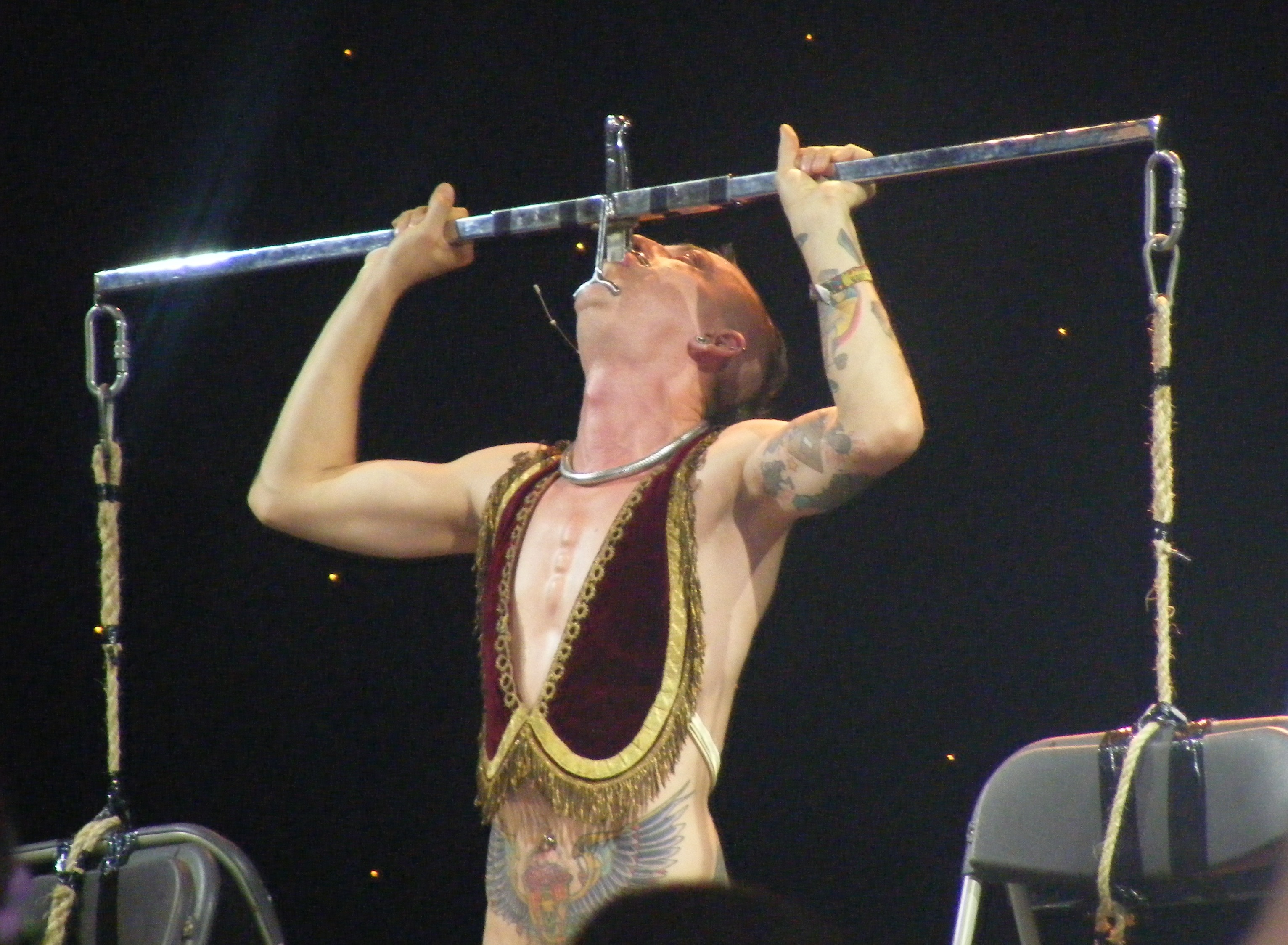
Space Cowboy połykający miecz przymocowany do metalowego prętu, na którym zawieszono obciążenie.

- Brett Loudermilk połknął 37500 mieczy w 2008[4]
- 19 performerów połknęło 50 mieczy jednocześnie na zjeździe połykaczy mieczy w 2002[4].
- Na cześć International Sword Swallower Awareness Day, Red Stuart połknął 50 mieczy jednocześnie 28 lutego 2009, bijąc swoje poprzednie rekordy 34 i 25 mieczy[3].
- Natasha Veruschka jest rekordzistką kobiet; 3 września 2004 połknęła 13 mieczy jednocześnie; odbyło się to w czasie Third Annual Sword Swallower's Convention[3].
- Ryan Stock jest rekordzistą w kategorii "Heaviest Vehicle pull by a sword swallower". Przeciągnął 1696,44 kg Audi Quattro z 2002 na odległość 6,38 m w 20,53 sekundy. Wykorzystał do tego dwa łańcuchy przyczepione do podwozia auta i rękojeści miecza, w czasie gdy był on w jego w przełyku.